# Rio Beneș
O Rio Beneş é um rio da Romênia afluente do Rio Rezu Mare, localizado no distrito de Harghita.